# Roy W. McDiarmid
Roy Wallace McDiarmid (* 18. Februar 1940 in Santa Monica, Kalifornien) ist ein US-amerikanischer Herpetologe.

## Leben
McDiarmid wuchs in Whittier, Kalifornien, auf. Als Jugendlicher sammelte er Amphibien und Schlangen und hielt sich exotische Haustiere, darunter Südamerikanische Nasenbären und Plumploris.
Nach seinem Bachelor-Abschluss im Jahr 1961 graduierte er 1966 mit der Arbeit A study in biogeography: The herpetofauna of the Pacific lowlands of western Mexico zum Master of Science an der University of Southern California. 1968 wurde er an derselben Universität mit der Dissertation Comparative morphology and evolution of the neotropical frog genera Atelopus, Dendrophryniscus, Melanophryniscus, Oreophrynella and Brachycephalus zum Ph.D. promoviert.
McDiarmid hat den Großteil seiner Forschungslaufbahn mit der Systematik, dem Verhalten, der Ökologie und der Biogeographie von Amphibien und Reptilien in der Neotropis verbracht und mehr als 150 wissenschaftliche Artikel sowie mehrere Bücher veröffentlicht, darunter die Werke Snake Species of the World. A Taxonomic and Geographic Reference (mit Jonathan A. Campbell und T’Shaka A. Toure), Measuring and Monitoring Biological Diversity: Standard Methods for Amphibians (mit Ronald Heyer und Maureen A. Donnelly), Tadpoles: The Biology of Anuran Larvae  (mit Ronald Altig), Handbook of Larval Amphibians of the United States and Canada (mit Ronald Altig) und Reptile Biodiversity.
Seine frühen Arbeiten konzentrierten sich auf die Herpetofauna in den Trockenwäldern von Westmexiko, darunter ein Projekt mit dem Museo de Zoologia der Universidad Nacional Autonoma de Mexico, wo er über neuentdeckte Frosch-Arten und deren Kaulquappen arbeitete. Im Rahmen eines Programms der Organization for Tropical Studies (OTS) studierte er 1966 erstmals die Feuchtwaldhabitate in Costa Rica und seitdem hat er den größten Teil seiner Freilandstudien in den Tropen durchgeführt. McDiarmid organisierte und leitete in den späten 1960er und frühen 1970er Jahren mehrere Kurse im Programm der OTS, und nach einem kurzen Aufenthalt an der University of Chicago zog er nach Tampa und wurde Fakultätsmitglied an der University of South Florida, wo er von 1968 bis 1978 lehrte. Während dieser Zeit war er Vorsitzender eines Unterkomitees des Florida Committee on Rare and Endangered Plants and Animals, das 1979 das Buch Rare and Endangered Biota of Florida 3: Amphibians and Reptiles veröffentlichte.
1976 ging McDiarmid für ein halbes Jahr nach Ecuador, um für die University of South Florida ein Programm in Tropenökologie durchzuführen. 1978 wechselte er zur Smithsonian Institution nach Washington, D.C., wo er als Kurator am National Museum of Natural History tätig wurde. Seit 2008 ist er emeritierter Wissenschaftler am Patuxent Wildlife Research Center des United States Geological Survey.
McDiarmid gehörte zu den Erstbeschreibern der Reptilienarten Anolis neblininus (1993), Arthrosaura synaptolepis (1992), Atractus heyeri (2015), Bachia pyburni (1998), Mitophis asbolepis (1985), Mitophis calypso (1985) und Mitophis leptipileptus (1985). 2007 stellte er die Gattung Nymphargus aus der Familie der Glasfrösche (Centrolenidae) auf.

## Dedikationsnamen und Ehrungen
Nach McDiarmid sind unter anderen die Froscharten Allobates mcdiarmidi und Rulyrana mcdiarmidi sowie die Zwergtejuart Oreosaurus mcdiarmidi benannt. 2013 wurde er mit dem Fitch Award ausgezeichnet.